# Christopher Beeston
Christopher Beeston (h. 1579-ca. 15 de octubre de 1638) fue un exitoso actor y poderoso empresario del teatro isabelino a principios del siglo XVII cuyo nombre se asocia a varios dramaturgos, particularmente a Thomas Heywood.
Sus primeros años son desconocidos. Es conocido alternativamente como Beeston y Hutchison. No es seguro que sea el William Beeston mencionado por Thomas Nashe en Strange News; es posible. Parece que comenzó como actor infantil. El testamento de Augustine Phillips, en el que lega a "su criado" treinta chelines, indica que Beeston había sido aprendiz de este actor con los Lord Chamberlain's Men. Beeston está incluido en el folio de Ben Jonson como actor en Every Man in His Humour. Parece que comenzó como niño actor y que pasó a papeles adultos con el cambio de siglo.
En 1602 se vio involucrado en un escándalo por violación, acusado por una mujer llamada Margaret White, viuda. Beeston negó los cargos, en una vista tumultuosa a la que acudieron sus compañeros que "ofendieron mucho el lugar". La vista acabó con recomendación de procesarlo, pero no queda huella del juicio; parece que el caso no siguió adelante, quizá por falta de evidencia.
Beeston dejó la compañía del Chambelán y pasó a la de Worcester en agosto de 1602, un mes después de la acusación de violación; quizá lo echaron. Permaneció con los Worcester's Men a lo largo de su transformación en Queen Anne's Men, y con el tiempo se convirtió en su director. Trabajó junto a Thomas Heywood, produciendo la mayor parte de las obras de este autor en el Red Bull Theatre. En 1623 fue demandado por la viuda de un antiguo accionista en la compañía de la reina Ana, que llevaba una década intentando cobrar la parte de su esposo. En la vista se comprobó que Beeston se había apropiado de fondos de la compañía. La compañía de la reina Ana desapareció poco después de la muerte de la reina Ana en 1619.
Beeston, entre tanto, había llevado a la nueva compañía Prince Henry's Men al Teatro Cockpit en Drury Lane. El interés de Beeston en este teatro data de 1616, cuando adquirió un centro de pelea de gallos y contrató posiblemente a Íñigo Jones para que lo convirtiera en teatro. El nuevo establecimiento, que conservó el nombre de Teatro Cockpit, abrió en 1616. El martes de carnaval de 1617 una banda de aprendices asaltaron el teatro y lo quemaron, al parecer enfadados porque sus obras favoritas se habían llevado a los más exclusivos teatros cerrados. Cuando Beeston lo reconstruyó, lo llamó the Phoenix (el Fénix), pero parece que aún lo llamaban popularmente el Cockpit.
Desde 1619 hasta su muerte en 1638, Beeston llevó ambos teatros, con distintas compañías, desde los Prince Charles' Men hasta el último grupo de niños actores, los popularmente llamados Beeston's Boys. Los actores en este grupo eran significativamente mayores que los niños actores isabelinos; varios de ellos estaban en la veintena. Beeston prosperó. El Cockpit compitió con los King's Men en Blackfriars Theatre por los más acaudalados aficionados al teatro; Beeston empleó a dramaturgos de moda, como Ford y Shirley para atraer a este público. Después del eclipse del Teatro Fortune en 1621, el Red Bull fue la principal atracción en Middlesex para los ciudadanos y aprendices.
Beeston murió en 1638, dejando sus participaciones teatrales a su hijo William Beeston.